# Somewhere Over Laredo
«Somewhere Over Laredo» (с англ. — «Где-то над Ларедо») — песня американской кантри-певицы Лэйни Уилсон. Она была выпущена как сингл для радиостанции жанра кантри 27 мая 2025 года из предстоящего делюкс-переиздания её пятого студийного альбома Whirlwind (2024). Запись была сделана на лейбле Broken Bow Records, специализированном на музыке кантри. Песню написали Энди Альберт, Транни Андерсон, Гарольд Арлен, Йип Харбург, Даллас Уилсон, Лэйни Уилсон, а продюсером выступил Джей Джойс. Уилсон впервые исполнила трек вживую 26 мая 2025 года на 51-й ежегодной церемонии вручения наград American Music Awards.

## История
Уилсон написала «Somewhere Over Laredo» совместно с Энди Альбертом, Трэнни Андерсон и Далласом Уилсоном. Гарольд Арлен и Йип Харбург также получили авторские права, поскольку песня интерполирует мелодию их классической песни-баллады «Over the Rainbow», которая изначально была написана для фильма 1939 года «Волшебник страны Оз» и исполнена Джуди Гарленд. Название напрямую отсылает к Ларедо, штат Техас, а также включает лирический намёк в припеве к «Over the Rainbow» с упоминанием погони за «неоновой радугой». Уилсон сказала, что песня была вдохновлена её свободным временем, когда она летала между шоу и «смотрела в окно, разговаривала с Богом, мечтала или даже предавалась воспоминаниям».
Уилсон начала тизерить трек в своих аккаунтах в социальных сетях, начиная с 12 мая 2025 года. Песня была выпущена в цифровом формате 23 мая 2025 года, а на следующий день Уилсон анонсировала делюкс-переиздание Whirlwind. «Somewhere Over Laredo» стал третьим синглом этого альбома.

## Живые исполнения
Уилсон впервые исполнила песню вживую на церемонии вручения премии American Music Awards 26 мая 2025 года. Выйдя на сцену Fontainebleau Las Vegas, одетая в полностью белый наряд, дополненный ковбойской шляпой и развевающимся плащом, Уилсон исполнила версию сингла «Somewhere Over Laredo», мелодично вдохновлённого классической балладой Джуди Гарланд «Somewhere Over the Rainbow» из «Волшебника страны Оз». Уилсон была на церемонии AMA не только ради выступления. Кантри-звезда также была номинирована вместе с Бейонсе, Эллой Лэнгли, Кейси Масгрейвс и Меган Морони на звание лучшей исполнительницы кантри.

## Музыкальное видео
Премьера видеоклипа на песню «Somewhere Over Laredo» состоялась одновременно с её релизом. Премьера музыкального клипа состоялась 20 июня 2025 года, режиссёром выступил TK McKamy. В самом начале клипа Уилсон садится в самолёт, чтобы начать съёмки музыкального клипа «Somewhere Over Laredo». Когда она устраивается, сцена перемещается в странную страну чудес, где облака имеют форму ковбоев, а розовый пейзаж изгибается и меняется, как во сне. Певица поёт слова своей песни, сидя на лошади или с водительского места старого пикапа. Ближе к концу на её ферму надвигается торнадо, но в последнюю секунду рука вытаскивает её через изголовье её кровати с четырьмя столбиками обратно в реальность. Все это было всего лишь сном. На протяжении всего клипа можно видеть собаку Уилсон французского бульдога по имени Хиппи.

## Коммерческий успех
«Somewhere Over Laredo» достиг 34-го места в кантри-чарте Канады, 21-го места в радиоэфирном чарте Billboard Country Airplay и 42-го места в кантри-чарте Billboard Hot Country Songs.

## Чарты

### Еженедельные чарты
| Чарт (2025)                               | Высшая позиция |
| ----------------------------------------- | -------------- |
| Канада Country (Billboard)                | 34             |
| Новая Зеландия (RMNZ)                     | 19             |
| Великобритания (OCC UK Singles Downloads) | 67             |
| Великобритания (UK Singles Sales OCC)     | 70             |
| США (Billboard Hot 100)                   | 88             |
| США (Billboard Country Airplay)           | 21             |
| США (Billboard Hot Country Songs)         | 42             |